# Sidhi (Distrikt)
Der Distrikt Sidhi (Hindi सीधी ज़िला) ist ein Distrikt in der historischen Region Baghelkhand im Nordosten des zentralindischen Bundesstaats Madhya Pradesh. Verwaltungszentrum ist die gleichnamige Stadt Sidhi.

## Geografie
Der Distrikt Sidhi wird im Westen und im Norden begrenzt durch die Flüsse Banas und Son. Nachbardistrikte sind im Südwesten und Westen der Distrikt Shahdol, im Westen der Distrikt Satna, im Norden der Distrikt Rewa und im Osten der Distrikt Singrauli und im Süden grenzt der Distrikt an den Bundesstaat Chhattisgarh.
Die Höhe des Distrikts beträgt zwischen 250 (am Son-Fluss) und 500 m. Naturräumlich gliedert sich der Distrikt in eine Hochebene im Süden umrandet von Hügeln, das Tal des Son und die Steilabhänge von der Hochebene hinab zum Son. Die durchschnittliche jährliche Niederschlagsmenge schwankte in den letzten Jahren stark. Davon fallen jedoch etwa 90 % während der sommerlichen Monsunzeit (Ende Juni bis Ende September). In den Monaten Juli bis September ist die Luftfeuchtigkeit sehr hoch. Am wärmsten ist es in den Monaten April bis Juni. Rund 37 % des Distriktes ist von Wald bedeckt.

## Geschichte
Das Gebiet um Sidhi gehörte vom 3. bis zum 1. Jahrhundert v. Chr. zum Maurya-Reich und zum Shunga-Reich. Im 4./5. Jahrhundert kam es zum Gupta-Reich, welches später von den Königen der Kalachuri-Dynastie abgelöst wurde. Im Hochmittelalter übernahmen die Gond-Herrscher die Macht; sie gerieten jedoch ab 1577 unter den politischen und kulturellen Einfluss des Mogul-Reiches unter Akbar I. Danach kam die Region im 17. und 18. Jahrhundert unter den Einfluss der Marathen; seit der Mitte des 19. Jahrhunderts stand das zum Fürstenstaat Rewa gehörende Gebiet unter britischer Kontrolle. Während dieser Zeit gehörte es zum East District innerhalb des Fürstentums. Nach der Unabhängigkeit Indiens (1947) gehörte die Region zu den Fürstenstaaten der Central Provinces, aus denen im Jahr 1950 der Bundesstaat Madhya Pradesh hervorging. Der Distrikt Sidhi entstand im Jahr 1947; im Jahr 2008 wurde der neugeschaffene Distrikt Singrauli abgetrennt.

## Bevölkerung

### Einwohnerentwicklung
In den ersten Jahrzehnten des 20. Jahrhunderts wuchs die Bevölkerung relativ schwach. Dies wegen Seuchen, Krankheiten und Hungersnöten. Seit der Unabhängigkeit Indiens hat sich die Bevölkerungszunahme beschleunigt. Seit 1951 war in den jeweils zehn Jahren zwischen den einzelnen Volkszählungen ein sehr starkes Wachstum zu verzeichnen. Während die Bevölkerung in der ersten Hälfte des 20. Jahrhunderts um rund 48 % zunahm, betrug das Wachstum in den fünfzig Jahren zwischen 1961 und 2011 239 %. Die Bevölkerungszunahme zwischen 2001 und 2011 lag bei 23,72 % oder rund 216.000 Menschen. Offizielle Bevölkerungsstatistiken der heutigen Gebiete sind seit 1901 bekannt und veröffentlicht.
| Jahr      | 1901    | 1911    | 1921    | 1931    | 1941    | 1951    | 1961    | 1971    | 1981    | 1991    |
| Einwohner | 180.233 | 209.968 | 180.804 | 207.401 | 243.103 | 266.111 | 332.774 | 440.669 | 532.098 | 709.436 |

### Bedeutende Orte
Im Distrikt gibt es insgesamt nur vier Orte, die als Städte (towns und census towns) gelten. Deshalb ist der Anteil der städtischer Bevölkerung im Distrikt sehr gering. Denn nur 93.121 der 1.127.033 Einwohner oder 8,26 % leben in städtischen Gebieten. Die vier Orte mit mehr als 10.000 Einwohnern sind:

### Volksgruppen
In Indien teilt man die Bevölkerung in die drei Kategorien general population, scheduled castes und scheduled tribes ein. Die scheduled castes (anerkannte Kasten) mit (2011) 130.202 Menschen (11,55 Prozent der Bevölkerung) werden heutzutage Dalit genannt (früher auch abschätzig Unberührbare betitelt). Die scheduled tribes sind die anerkannten Stammesgemeinschaften mit (2011) 313.304 Menschen (27,80 Prozent der Bevölkerung), die sich selber als Adivasi bezeichnen. Zu ihnen gehören in Madhya Pradesh 46 Volksgruppen. Mehr als 5000 Angehörige zählen die Kol (132.126 Personen oder 11,72 % der Distriktsbevölkerung), Gond (127.696 Personen oder 11,33 % der Distriktsbevölkerung), Baiga (26.392 Personen oder 2,34 % der Distriktsbevölkerung), Panika (13.020 Personen oder 1,16 % der Distriktsbevölkerung) und Agariya (5011 Personen oder 0,44 % der Distriktsbevölkerung).

## Wirtschaft
Der Distrikt Sidhi ist immer noch in hohem Maße landwirtschaftlich geprägt; lediglich am Rand der Großstadt Sidhi gibt es einige wenige kleinere Industriebetriebe.
In der Landwirtschaft werden hauptsächlich Reis, Weizen, Gerste, Urdbohnen, Straucherbsen, Sojabohnen, Sorghumhirse und Mais angebaut. Hinzu kommt die Tierhaltung mit hunderttausenden von Tieren (meist Rinder, Büffel, Ziegen, Geflügel und Schafe).

## Verkehr
Nur vier Orte haben einen Bahnanschluss. Die wichtigste überregionale Straßenverbindung ist der National Highway 39 (früher NH 75; West-Ost).

## Verwaltungsgliederung
Der Distrikt Sidhi ist in sieben Verwaltungsbezirke (Tehsils oder Subdivisions) unterteilt: Bahari, Churhat, Gopadbanas, Kusmi, Majhauli, Rampur Naikin und Sihawal.  Er besteht aus acht Städten und 1092 bewohnten Dörfern mit vier Stadt- und 411 Dorfverwaltungen.

## Sehenswürdigkeiten
Es gibt weder historische Bauten noch archäologische Stätten im Distrikt Sidhi. Von touristischem Interesse ist lediglich der Sanjay National Park, der sich in Teilen im Süden des Distrikts erstreckt.